# Issey Miyake
Issey Miyake (em japonês 三宅 一生 Miyake Issei), (Hiroshima, 22 de abril de 1938 – Tóquio, 5 de agosto de 2022) foi um designer de moda japonês. Ficou conhecido por seus designs de roupas, exposições e fragrâncias com tecnologia, como o L'eau d'Issey, que se tornou seu produto mais conhecido.

## Vida e carreira

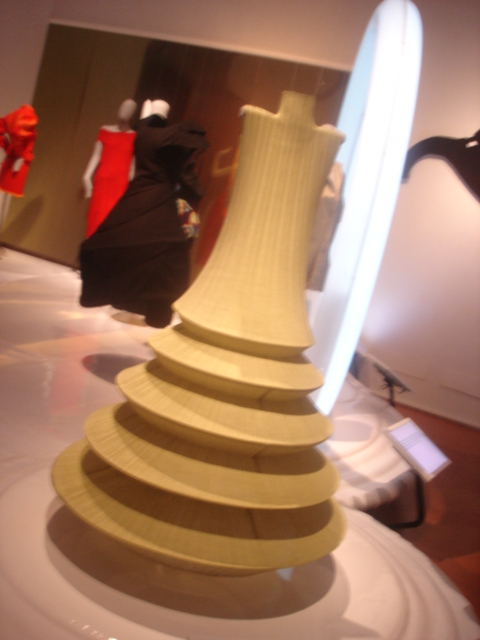
Um vestido de Issey Miyake em exibição em Florença, Itália, em 2007.

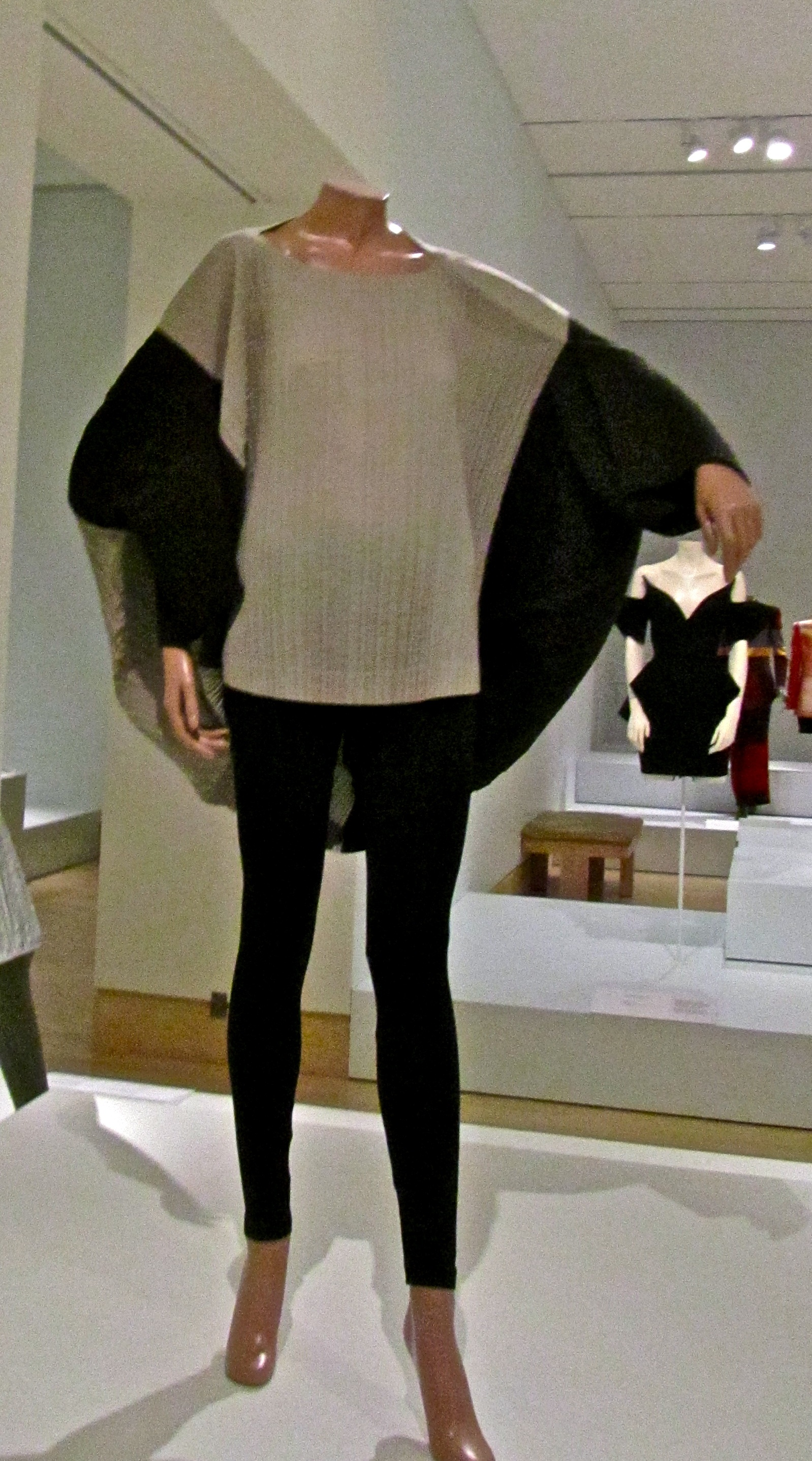
Um design da coleção Rhythm Pleats de 1990; poliéster, plissado, conjunto com aquecimento e pressão.

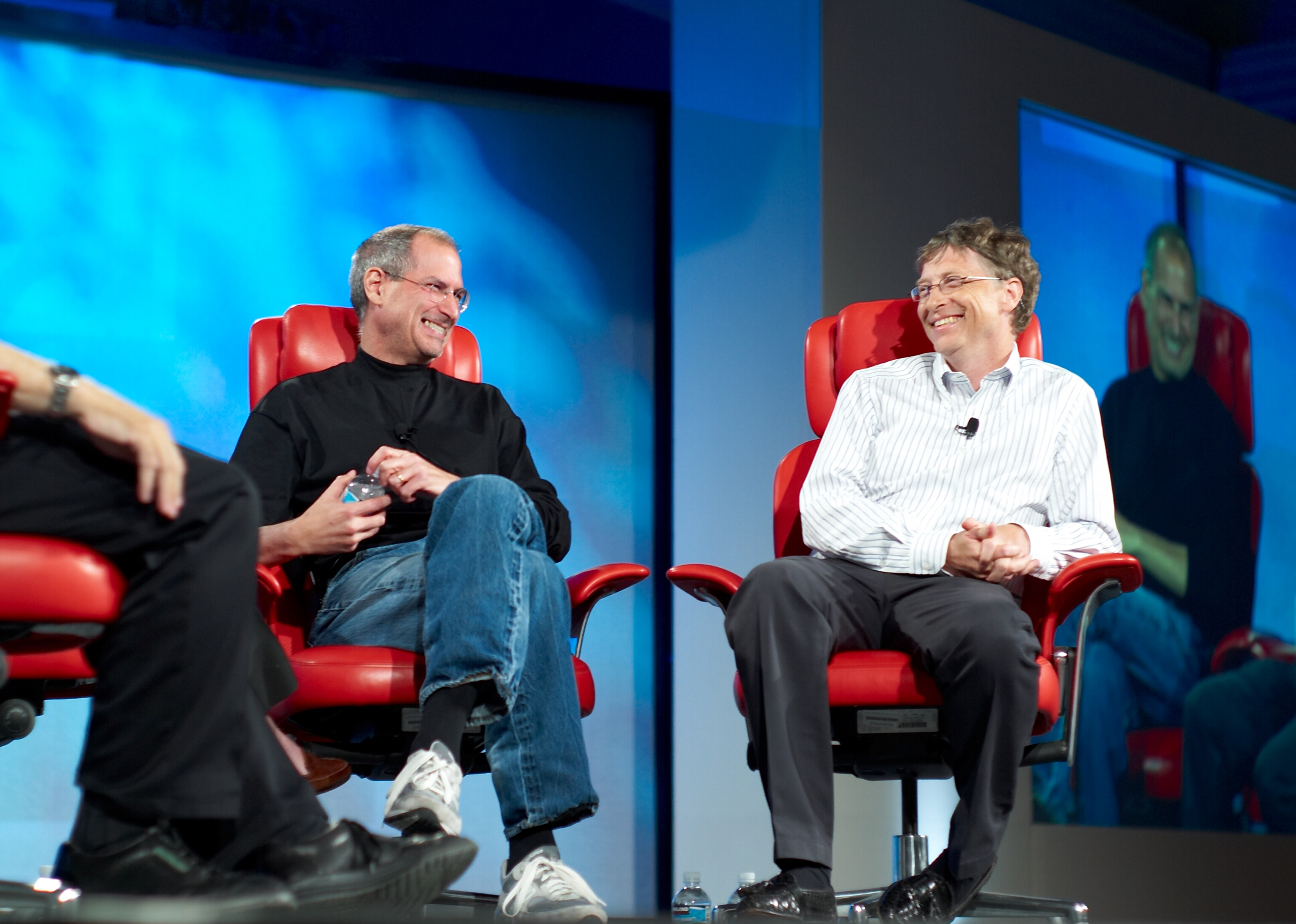
Steve Jobs (à esquerda), usando seu pescoço de tartaruga preto falso de Issey Miyake.

Miyake nasceu em 22 de abril de 1938 em Hiroshima, Japão. Ele estudou design gráfico na Tama Art University, em Tóquio, graduando-se em 1964. Após a formatura, ele trabalhou em Paris e Nova York . Retornando a Tóquio em 1970, ele fundou o Miyake Design Studio, um produtor sofisticado de moda feminina.
A editora de moda do San Francisco Chronicle, Sylviia Rubin, credita Miyake, juntamente com Babette Pinsky, por "reinventar" a prega da Fortuny nos anos 80.
No final dos anos 80, ele começou a experimentar novos métodos de preguear que permitissem flexibilidade de movimento para o usuário, bem como facilidade de atendimento e produção. As peças de vestuário são cortadas e costuradas primeiro, depois ensanduichadas entre camadas de papel e alimentadas em uma prensa térmica, onde são pregas. A "memória" do tecido mantém as pregas e, quando as roupas são libertadas do casulo de papel, elas estão prontas para uso. Ele fez o figurino para Ballett Frankfurt com pregas em uma peça chamada "A Perda de Pequenos Detalhes" William Forsythe e também trabalhou no balé "Garden in the setting".
Ele teve amizade com a artista de cerâmica austríaca Dame Lucie Rie. Ela lhe legou sua coleção substancial de botões de cerâmica e porcelana, que ele integrou em seus desenhos e apresentou em novas coleções.
Ele também desenvolveu uma amizade com Steve Jobs da Apple, e produziu as gola alta preta, que se tornariam parte do vestuário de assinatura de Jobs. Jobs disse: "Então, pedi a Issey que me fizesse algumas de suas gola alta preta de que eu gostava, e ele me fez gostar de uma centena delas".
O lendário designer Geoffrey Beene afirmou que admirava Issey Miyake pela técnica de Miyake, em entrevista ao poeta / artista Steven Vita no jornal Veery, 1991.
Em março de 1992, ele foi citado no International Herald Tribune dizendo "Design não é para filosofia - é para a vida".
Em 1994 e 1999, Miyake entregou o design das coleções masculina e feminina, respectivamente, a seu associado, Naoki Takizawa, para que ele pudesse retornar à pesquisa em período integral. Em 2007, Naoki Takizawa abriu sua própria marca, apoiada pelo Grupo Issey Miyake, e foi substituído como Diretor Criativo por Dai Fujiwara, que dirigia a Casa de Issey Miyake até 2012. As tarefas de design foram divididas nas coleções Primavera / Verão 2012, com Yoshiyuki Miyamae nomeado designer-chefe da coleção feminina e Yusuke Takahashi criando a linha masculina.
Foi um dos co-diretores do 21 21 DESIGN SIGHT, o primeiro museu de design do Japão. A partir de março de 2016, a maior retrospectiva de seu trabalho foi organizada no The National Art Center, Tóquio, comemorando 45 anos de carreira.
Miyake morreu em 5 de agosto de 2022 em Tóquio, aos 84 anos de idade, devido a um câncer de fígado.

## Linhas e marcas Issey Miyake
Miyake "supervisiona a direção geral de todas as linhas criadas por sua empresa", mesmo que as coleções individuais tenham sido projetadas por sua equipe desde sua "aposentadoria" do mundo da moda em 1997.
- Issey Miyake - linha principal de coleções, subdividida em coleções masculinas (desde 1978/85) e femininas (desde 1971), projetadas por Dai Fujiwara[10] (sucedeu Naoki Takizawa em 2006)[11]
- Issey Miyake Fête - colorida linha feminina que "se baseia nas inovações tecnológicas de Pleats Please"[12] (Fête significa 'celebração' em francês ) (desde 2004)
- Pregas Issey Miyake - roupas de camisa de poliéster para mulheres que são primeiro "cortadas e costuradas e depois pregas [...] (normalmente, o tecido é pregueado primeiro e depois cortado e costurado)" "[...] para reter permanentemente as linhas da tábua de lavar de pregas horizontais, verticais ou diagonais com facas". Miyake patenteou a técnica em 1993.[13]
- HaaT - linha feminina, projetada pelo ex-designer têxtil de Miyake, Makiko Minagawa. HaaT significa 'mercado da vila' em sânscrito, a palavra soa semelhante a 'coração' em inglês[14]
- A-POC - 1998 - coleção personalizada para homens e mulheres. Os tubos de tecido são processados à máquina e podem ser cortados em várias formas pelo consumidor. A-POC é um acrônimo de 'um pedaço de pano' e um quase homônimo de 'época'.[8][15]
- 132 5. Issey Miyake - uma evolução do conceito A-POC. Os trabalhos são apresentados como formas geométricas bidimensionais feitas de tereftalato de polietileno reciclado misturado com fibras e corantes naturais, que depois se desdobram em peças estruturadas.[16] (desde 2014)
- me Issey Miyake - linha de "camisas exclusivas de tamanho único que se estendem para caber no usuário" que são vendidas em tubo de plástico, chamado Couve-flor para o mercado não asiático.[17] (desde 2001)
- Bao Bao Issey Miyake - linha de malas.
- Issey Miyake Watches - relógios masculinos e femininos.
- Issey Miyake Perfumes - linha de fragrâncias para homem e mulher.
- Evian by Issey Miyake - Garrafa de edição limitada projetada por Issey Miyake para a água Evian.
- A Issey Miyake mantém uma loja independente, chamada ELTTOB TEP Issey Miyake (reversa para 'Pet Bottle') em Osaka, onde toda a gama de linhas está disponível.[18]
- 21 21 Design Sight (uma peça da visão 20/20 ) é um centro de pesquisa em design de museu, construído por Tadao Ando, que foi inaugurado em Roppongi, Tóquio, em março de 2007. O centro é dirigido por Issey Miyake e quatro outros designers japoneses, e operado pela The Miyake Issey Foundation.[19][20]
- A Miyake Issey Foundation, fundada em Tóquio em 2004, opera o centro 21_21 Design Sight, organiza exposições e eventos e publica literatura.
- Issey Skyline - produzido em quantidades limitadas para promover o lançamento do Nissan Skyline em 1982.

## Perfumes
Como muitos estilistas, Issey Miyake também tem uma linha de perfumes . Sua primeira fragrância, o leve floral aquático L'eau d'Issey para mulheres, foi lançado em 1992. O nome L'eau d'Issey (engl .: a água de Issey) é um trocadilho. Em francês, soa idêntico ao "l'odyssée" (odisséia na Inglaterra). A garrafa, projetada pelo próprio Miyake, é baseada na vista da lua atrás da Torre Eiffel, em seu apartamento em Paris.
O perfume foi seguido pelo L'eau d'Issey Pour Homme (para homens) em 1994. O L'eau Bleue d'Issey Pour Homme foi lançado em 2004; e sua evolução, o L'eau Bleue d'Issey Eau Fraiche foi introduzido em 2006. Todos os anos desde 2007, Issey Miyake lança uma fragrância de "tempo limitado" para mulheres, na qual traz um perfumista "convidado". Em 2007, ele lançou 'Drop on a Petal' e, em 2008, lançou 'Reflections in a Drop'. Uma nova fragrância masculina Issey Miyake, L'eau d'Issey Pour Homme Intense, foi introduzida na Nordstrom, nos Estados Unidos, em junho de 2007, com uma maior distribuição mundial a seguir em setembro de 2007. As fragrâncias Issey Miyake são produzidas sob um contrato de longo prazo pela divisão Beauté Prestige International da Shiseido, que também produz fragrâncias para Narciso Rodriguez, Elie Saab e Dolce&Gabbana.

## Prêmios
- Em 2005, ele foi premiado com o Praemium Imperiale de Escultura.
- Miyake ganhou o Prêmio de Artes e Filosofia de Kyoto em 2006.[21]
- Ordem de Cultura do Japão, 2010.[22]
- XXIII Prêmio Compasso d'Oro ADI, 2014, para a família de luminárias IN-EI Issey Miyake, Artemide.